# Bom Jesus do Bagre
Bom Jesus do Bagre é um distrito do município brasileiro de Belo Oriente, no interior do estado de Minas Gerais. Segundo o censo demográfico de 2022, realizado pelo Instituto Brasileiro de Geografia e Estatística (IBGE), sua população era de 1 327 habitantes e havia 441 domicílios particulares permanentes ocupados. Possui área de 32,42 km² conforme a Fundação João Pinheiro (FJP). Foi criado pela lei estadual nº 8.285 de 8 de outubro de 1982.
De acordo com o IBGE, em 2010 a população era de 1 363 habitantes e havia 487 domicílios particulares.